# Bibbidi-Bobbidi-Boo
『Bibbidi-Bobbidi-Boo』（ビビディバビディブー）は、松田聖子通算49枚目のオリジナル・アルバム。2015年6月10日発売。発売元はユニバーサルシグマ。

## 解説
前作『Dream & Fantasy』から1年ぶりの新作。シングル表題曲・C/Wが含まれないオリジナル・アルバムは2011年発売の『Cherish』以来およそ4年ぶり。また本作では全曲の作詞・作曲を松田聖子単独で手掛けているが2008年発売『My pure melody』以来およそ7年ぶりの事となった。

## 収録曲
- 全作詞・作曲：松田聖子

1. Bibbidi-Bobbidi-Boo
  - 編曲：松本良喜
2. しあわせの瞬間 〜Happily Ever After〜
  - 編曲：島田昌典
3. Eternity 〜永遠〜
  - 編曲：武部聡志
4. Our love last forever
  - 編曲：小倉良・栗尾直樹
5. felicia 〜君は僕の太陽〜
  - 編曲：野崎洋一
6. Fairy dust 〜魔法の世界〜
  - 編曲：野崎洋一
7. Theme of Mouse 〜マウスのテーマ〜
  - 編曲：野崎洋一
8. 星空への祈り
  - 編曲：松本良喜
9. I will love you forever
  - 編曲：野崎洋一
10. Happy Ending
  - 編曲：小倉良・栗尾直樹

### DVD（初回限定盤Aのみ）
1. Bibbidi-Bobbidi-Boo (Studio Work Clip)
2. Seiko Matsuda Special Interview

## 関連作品
- Bibbidi-Bobbidi-Boo
  - We Love SEIKO -35th Anniversary 松田聖子究極オールタイムベスト50Songs-